# Anna Gehring
Anna Gehring (* 15. November 1996 in Bonn) ist eine deutsche Langstreckenläuferin.

## Berufsweg
Gehring machte 2016 an der Auguste Viktoria-Schule in Itzehoe ihr Abitur. Seit 2017 studiert sie Medizin an der Universität zu Köln.

## Karriere
Gehring startete in ihrer Jugend für den SC Itzehoe und war dort zunächst auch als Triathletin aktiv.
Im Laufen konnte Gehring 2012 die Deutschen U18-Meisterschaften über 3000 Meter im Zielspurt gegen Alina Reh in 9:31,21 Minuten knapp für sich entscheiden. Zum Jahresende gehörte sie zum deutschen Aufgebot für die Crosslauf-Europameisterschaften und belegte dort in der U20-Wertung den 17. Platz sowie mit dem Team Rang 2.
2013 qualifizierte Gehring sich für die U18-Weltmeisterschaften im ukrainischen Donezk, bei denen sie im 3000-Meter-Lauf Neunte wurde.
Anfang März 2014 konnte Gehring die Deutschen Crosslaufmeisterschaften in der Altersklasse U20 für sich entscheiden. Im Dezember folgte erneut ein Start bei den Crosslauf-Europameisterschaften in der U20, bei denen sie dieses Mal 23. wurde und mit dem Team die Bronzemedaille gewann.
2015 startete sie ein letztes Mal in der U20 bei den Crosslauf-Europameisterschaften im französischen Hyères und trug als 17. das Streichergebnis zur Goldmedaille in der Teamwertung gemeinsam mit Konstanze Klosterhalfen, Alina Reh, Sarah Kistner und Franziska Reng bei.
2016 holte Gehring bei den Deutschen Meisterschaften in Kassel erstmals eine Medaille im Erwachsenenbereich. Im Auestadion lief sie am 19. Juni den 5000-Meter-Lauf in einer Zeit von 16:09,95 Minuten und belegte damit hinter Fate Tola und Agata Strausa den dritten Platz. Einen Monat später gewann sie bei den Deutschen U23-Meisterschaften über dieselbe Distanz. Ende November 2017 wurde Gehring beim Warandeloop in Tilburg in einem internationalen Feld überraschend Zweite hinter der Schweizerin Fabienne Schlumpf und qualifizierte sich damit für die Crosslauf-Europameisterschaften, die zwei Wochen später im italienischen Chia stattfanden. Dort startete sie im Wettbewerb der Altersklasse U23 und unterlag als Silbermedaillengewinnerin schließlich erst im Zielspurt der Polin Sofia Ennaoui. Zusätzlich sicherte sie sich mit dem deutschen Team ebenfalls die Silbermedaille.
Bei den Deutschen Meisterschaften 2017 war Gehring unter anderem im Crosslauf über die 5,84 Kilometer aktiv. Die Meisterschaft in dieser Disziplin fand am 11. März in Löningen statt und sie beendete den Wettbewerb auf den dritten Platz hinter Alina Reh und Fabienne Amrhein. Zudem konnte sie am 29. April 2017 beim 10. Berliner Läufermeeting in Marzahn-Hellersdorf mit 15:52,88 Minuten eine neue persönliche Bestleistung aufstellen. Beim Wettbewerb belegte sie hinter Alina Reh und Sabrina Mockenhaupt den dritten Platz. Mitte Juni 2017 verteidigte sie ihren nationalen Meistertitel in der U23 über 5000 Meter und wurde für die U23-Europameisterschaften über diese Distanz nominiert. Dort startete sie auf Grund einer Fußverletzung nicht, wegen der sie schließlich für drei Monate mit dem Laufen pausieren musste. Ende November 2017 qualifizierte sich Gehring beim Crosslauf in Darmstadt für die Crosslauf-Europameisterschaften im slowakischen Šamorín. Dort belegte sie Platz 12 und holte gemeinsam mit den Doppelsiegerinnen Alina Reh und Konstanze Klosterhalfen die Silbermedaille in der Teamwertung.
Im April 2018 wurde Gehring bei den Studenten-Weltmeisterschaften im Crosslauf Elfte sowie Zweite mit dem Team. Am 12. Mai 2018 gewann sie in Pliezhausen die Deutschen Meisterschaften im 10.000-Meter-Lauf vor Deborah Schöneborn und Thea Heim in einer Zeit von 33:33,96 Minuten und holte damit ihren ersten nationalen Meistertitel auf Erwachsenenebene. Am 23. Juni 2018 stellte Gehring beim Mittsommerlauf in Regensburg in 32:20,37 eine neue persönliche Bestzeit über 10.000 Meter auf und qualifizierte sich damit für die Leichtathletik-Europameisterschaften 2018 in Berlin. In Berlin musste sie wegen einer Verletzung am Knie aus dem Rennen aussteigen. Am 7. November qualifizierte sich Gehring erneut für die Crosslauf-Europameisterschaften am 9. Dezember in Tilburg. Dort lief sie in der Altersklasse U23 erneut zur Silbermedaille, nachdem sie zuvor lange das Rennen angeführt hatte. In der Teamwertung gewann das deutsche Team die Goldmedaille. Beim traditionellen Silvesterlauf Trier wurde Gehring über 5 Kilometer Zweite hinter Elena Burkard in 16:03 Minuten.
Am 12. Januar 2019 startete Gehring in Stirling bei einem Team-Vergleich im Crosslauf zwischen Europa und den Vereinigten Staaten für das Team Europa. Mit einem sechsten Platz trug sie zum Gesamtsieg des europäischen Teams bei. Bei den Deutschen Crossmeisterschaften am 9. März in Ingolstadt lief sie in der Frauenklasse zu Silber. Im Mai 2019 stellte Gehring neue persönliche Bestzeiten über 1500 Meter und 5000 Meter auf und wurde über 1500 Meter Deutsche Hochschulmeisterin. Bei den Deutschen Meisterschaften über 10.000 Meter am 8. Juni in Essen zog sich Gehring einen Ermüdungsbruch zu.

## Bestleistungen
- 1500-Meter-Lauf: 4:20,76 min am 30. Mai 2019 in  Köln
- 3000-Meter-Lauf: 9:31,21 min am 20. Juli 2012 in  Mönchengladbach
- 5000-Meter-Lauf: 15:48,02 min am 18. Mai 2019 in  Karlsruhe
- 10.000-Meter-Lauf: 32:20,37 min am 23. Juni 2018 in  Regensburg
- 10-km-Straßenlauf: 33:43 min am 14. Oktober 2018 in  Berlin